# Bottna
Bottna is een plaats in de gemeente Söderköping in het landschap Östergötland en de provincie Östergötlands län in Zweden. De plaats heeft 52 inwoners (2005) en een oppervlakte van 12 hectare. De plaats ligt op minder dan een kilometer van de Oostzee en wordt omringd door zowel bos en landbouwgrond als rotsen. Er zijn een kunstgalerij en een kleine supermarkt in het dorp te vinden (2007). De stad Söderköping ligt ongeveer twintig kilometer ten noordwesten van het dorp.